# Ânito
Ânito (/ˈænɪtəs/; em grego:  Ἄνυτος) foi um ateniense antigo e um dos acusadores do filósofo Sócrates. Ele também serviu como general na Guerra do Peloponeso e foi um dos principais apoiadores do movimento democrático ateniense, em oposição às forças oligarcas da Tirania dos Trinta.
Ele é mais lembrado como um dos promotores do filósofo Sócrates.

## Vida

### Carreira política
Ânito veio de uma família de curtidores Euonymeian, bem-sucedida desde a época de seu avô. Ele era um político poderoso da classe alta na Atenas antiga, um dos novos-ricos.  Enquanto general na Guerra do Peloponeso, ele perdeu Pilos para os espartanos e foi acusado de traição. De acordo com a Constituição dos atenienses associados a Aristóteles, ele foi posteriormente absolvido por subornar o júri, utilizando um método conhecido como dekázein. Ânito mais tarde ganhou o favor por desempenhar um papel importante na derrubada dos Trinta Tiranos. Em 403 a.C., ele apoiou a anistia de eucleídeos, que proibia a punição de qualquer pessoa que cometesse um crime antes ou durante o tempo dos Trinta Tiranos.

### Relacionamento com Alcibiades
Numerosas fontes antigas, incluindo a Vida de Alcibíades de Plutarco , preservam histórias da relação tumultuada de Ânito com o jovem Alcibíades, que foi discípulo de Sócrates.  Alcibíades parece ter tratado Ânito com grande desprezo: em uma ocasião em que Ânito o convidou para jantar, Alcibíades chegou tarde e bêbado. Vendo a mesa posta com pratos de ouro e prata, Alcibíades ordenou que seus escravos levassem metade dos pratos de volta para sua casa. Depois de pregar essa peça, Alcibíades partiu imediatamente, deixando Ânito e seus outros convidados muito surpresos. Quando os convidados começaram a repreender Alcibíades, Ânito desculpou-se, dizendo que amava tanto o menino que teria permitido que Alcibíades levasse a outra metade dos pratos também.

### Julgamento de Sócrates e consequências
A Apologia de Platão, e também a de Xenofonte, lista Ânito como um dos principais promotores no julgamento de Sócrates. Comentaristas antigos e modernos sugeriram pelo menos duas motivações para o papel de Ânito no julgamento de Sócrates:
1. Sócrates criticou constantemente o governo democrático do qual Ânito era um líder. Ânito pode ter se preocupado com o fato de a crítica de Sócrates ser uma ameaça à democracia recém-restabelecida.[12]
2. Sócrates ensinou o filho de Ânito e Ânito talvez culpasse os ensinamentos de Sócrates por envenenar a mente de seu filho ou tirá-lo da carreira que seu pai havia estabelecido para ele. Xenofonte fez a previsão de Sócrates de que o menino crescerá malvado se estudar uma matéria puramente técnica, como bronzeamento. Xenofonte também nos conta que o filho ficou bêbado.[13]

Uma lenda não comprovada diz que Ânito foi banido de Atenas depois que o público se sentiu culpado por ter executado Sócrates.
Durante a antiguidade circulou um panfleto, conhecido como Acusação de Sócrates, escrito por Polícrates e que era tido por muitos, como Libânio, como a acusação que Anito teria apresentado no julgamento de Sócrates.